# Macraucheniidae
I Macraucheniidi (Macraucheniidae) sono una famiglia dell'ordine dei Litopterni che comprendeva varie specie estinte di ungulati sudamericani. L'osso nasale posto in posizione piuttosto arretrata nel cranio suggerisce che avrebbero potuto avere una piccola proboscide, o almeno un suo abbozzo. Gli zoccoli, costituiti da una semplice articolazione alla caviglia e da tre dita per ogni piede, sono molto simili a quelli dei rinoceronti. Grazie ad essi, erano in grado di effettuare rapidi cambiamenti di direzione mentre sfuggivano ai predatori, come i grossi uccelli del terrore forusracidi e le tigri dai denti a sciabola del genere Smilodon. I Macraucheniidi probabilmente vivevano in branchi numerosi proprio per difendersi meglio da questi predatori, ma anche per trovare meglio un partner con cui accoppiarsi.
La famiglia dei Macraucheniidi comprendeva generi come Theosodon, Xenorhinotherium e Macrauchenia. Macrauchenia è il rappresentante più recente e meglio conosciuto dell'intera famiglia. Si è estinto nel corso del Pleistocene. È stato quindi uno dei pochi litopterni ad essere sopravvissuto alla pressione ecologica dovuta al grande scambio americano tra Nord e Sudamerica, avvenuto dopo l'emersione dal mare dell'Istmo di Panama circa 3 milioni di anni fa. La sua estinzione è avvenuta dopo l'arrivo nelle Americhe dei primi cacciatori umani. Con Macrauchenia scomparve l'intero ordine dei Litopterni.

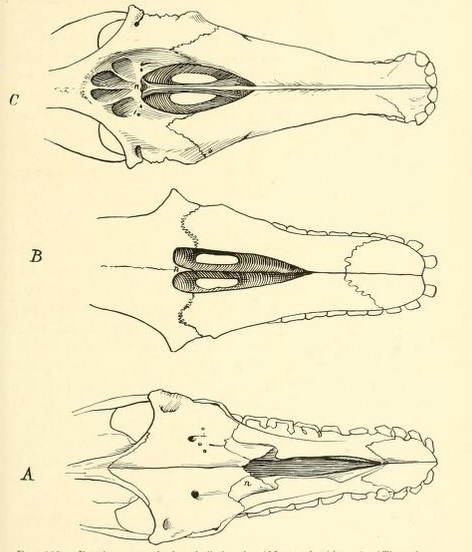

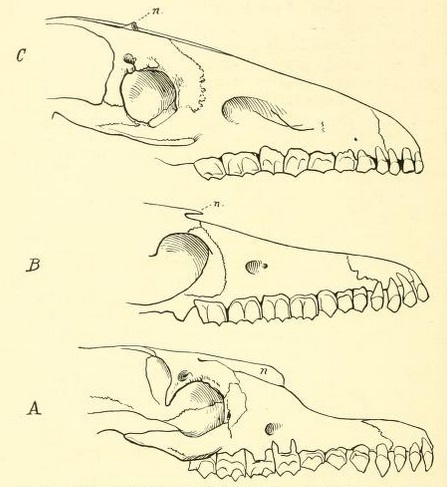
Ricostruzione dei crani di alcuni macrauchenidi. È evidente il progressivo arretramento delle ossa nasali (contrassegnate dalla lettera "n").
A: Theosodon (Miocene inferiore/medio)
B: Scalabrinitherium (Miocene superiore)
C: Macrauchenia (Pleistocene)

## Generi
- Sottofamiglia Cramaucheniinae
  - Caliphrium
  - Cramauchenia
  - Llullataruca
  - Phoenixauchenia
  - Pternoconius
  - Theosodon
- Sottofamiglia Macraucheniinae
  - Cullinia
  - Macrauchenia
  - Macrauchenidia
  - Oxyodontherium
  - Paranauchenia
  - Promacrauchenia
  - Scalabrinitherium
  - Windhausenia
  - Xenorhinotherium
- ? Sottofamiglia Sparnotheriodontinae
  - Notiolofos
  - Phoradiadius
  - Polymorphis?
  - Sparnotheriodon
  - Victorlemoinea